# Pfälzische P 3.I
Die Dampflokomotiven der Gattung P 3.1 der Pfälzischen Eisenbahnen waren die ersten Maschinen mit der Achsfolge 2'B1' (Atlantic) in Deutschland. Die Zweizylinder-Nassdampflokomotiven mit innenliegenden Zylindern hatten zusätzlich zum inneren Barrenrahmen einen auffälligen Außenrahmen im hinteren Teil der Lokomotive, der die Treibräder teilweise verdeckte. Die Steuerung entsprach der Bauart Joy.
Krauss baute 1898 und 1899 zunächst elf Lokomotiven; im Jahr 1904 eine zwölfte, die mit einem Pielock-Überhitzer ausgestattet war. Obwohl die P 3 das vorgesehene Leistungsprogramm erfüllten, waren sie vor den zunehmend länger werdenden Zügen schnell überfordert.

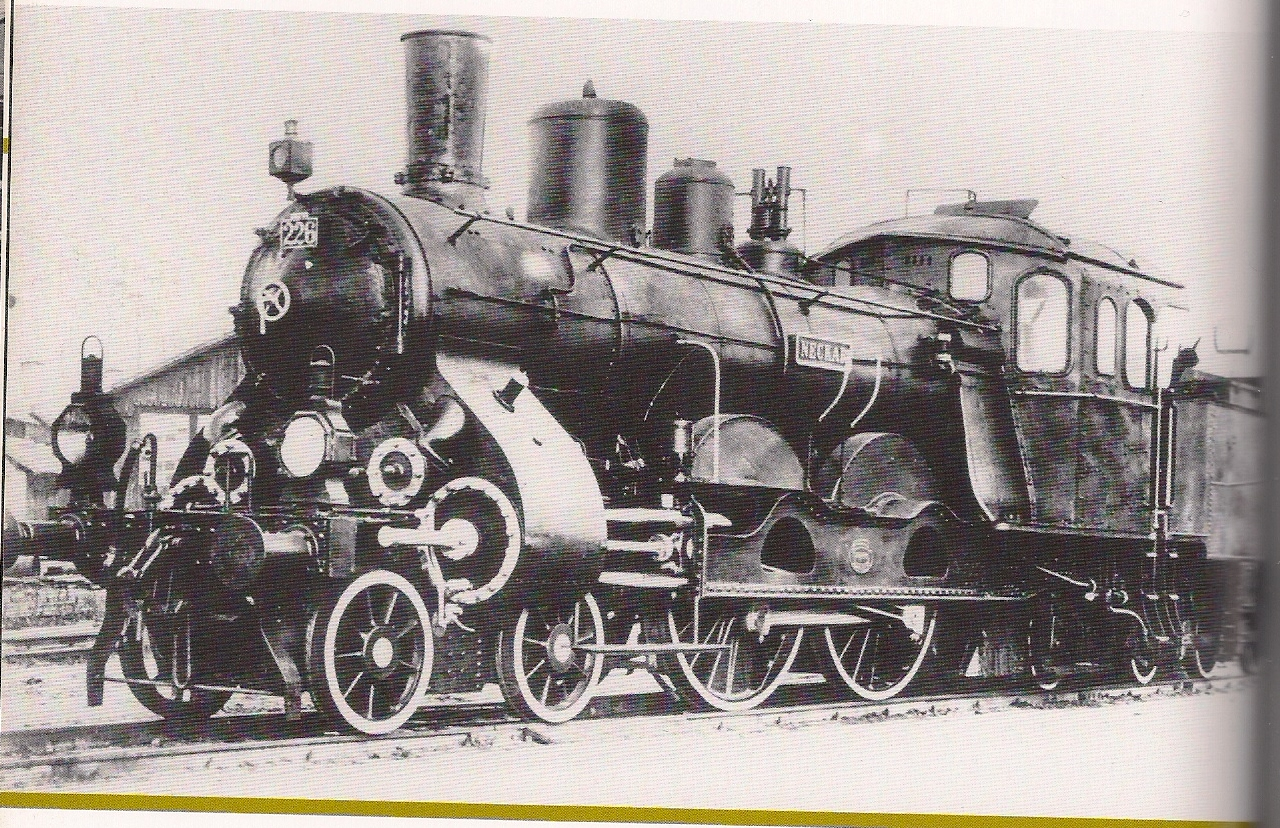
Nach dem Umbau auf Vierzylinder-Verbundtriebwerk

Die Pfalzbahn entschloss sich deshalb zu einem ungewöhnlichen Umbau: Im Jahr 1913 wurde das Zweizylindertriebwerk durch Hinzufügen zweier Außenzylinder zu einem Vierzylinder-Verbundtriebwerk umgebaut, wobei die vorhandenen Innenzylinder zu den Hochdruckzylindern wurden. Daraus ergab sich nicht nur die gewünschte höhere Leistung, sondern auch ein um ca. 15 % niedrigerer Brennstoffverbrauch.
Die Deutsche Reichsbahn übernahm als Baureihe 14.1 noch fünf dieser Lokomotiven mit den Nummern 14 101 bis 14 105, die aber bereits 1926 ausgemustert wurden. Ebenfalls in die Baureihe 14.1 eingeordnet wurde die Bayerische S 2/5.
Die Lokomotiven waren mit Schlepptendern der Bauart bay 3 T 16 ausgestattet.